# Вальтер Шустер
Вальтер Шустер  (нім. Walter Schuster, 2 червня 1929 — 13 січня 2018) — австрійський гірськолижник, олімпійський медаліст.

## Виступи на Олімпіадах
| Олімпіада              | Дисципліна         | Місце  |
| ---------------------- | ------------------ | ------ |
| Кортіна д'Ампеццо 1956 | швидкісний спуск   | участь |
| Кортіна д'Ампеццо 1956 | гігантський слалом | 3      |